# 23013 Керолсміт
23013 Керолсміт (23013 Carolsmyth) — астероїд головного поясу, відкритий 14 листопада 1999 року.
Тіссеранів параметр щодо Юпітера — 3,504.